# Syrrhaptes
Syrrhaptes és un dels dos gèneres d'ocells de la família dels pteròclids (Pteroclididae). Aquestes gangues habiten en zones àrides de l'Àsia central, des de la mar Càspia fins a Mongòlia i el nord de l'Índia.
Com l'altre gènere d'aquesta família, Pterocles, són grans ocells especialitzats en la vida en zones àrides. Es diferencien per tenir les potes completament cobertes de plomes fins als dits, i no tenir dit posterior, molt reduït però present a Pterocles.

## Taxonomia
Se n'han descrit dues espècies dins aquest gènere:
- ganga estepària (Syrrhaptes paradoxus).
- ganga del Tibet (Syrrhaptes tibetanus).